# János Csernoch
János Csernoch o in slovacco Ján Černoch (Skalica, 18 giugno 1852 – Esztergom, 25 luglio 1927) è stato un cardinale e arcivescovo cattolico slovacco.

## Biografia
Nacque a Skalica, nell'odierna Slovacchia, il 18 giugno 1852.
Papa Pio X lo elevò al rango di cardinale nel concistoro del 25 maggio 1914.
Morì il 25 luglio 1927 all'età di 75 anni.
Fu l'ultimo arcivescovo di Strigonio ad essere anche cancelliere dell'Ordine reale di Santo Stefano d'Ungheria dal 1912 sino al 1918 quando crollò la monarchia austro-ungarica e l'ordine venne dissolto. Nel 1916 aveva consacrato e incoronato Re Carlo I d'Austria, come Carlo IV d'Ungheria, oggi Beato.
A seguito della sconfitta austroungarica, nel 1922 l'arcidiocesi perse i due terzi del territorio, in quanto la parte slovacca fu eretta in amministrazione apostolica di Trnava.

## Genealogia episcopale e successione apostolica
La genealogia episcopale è:
- Cardinale Scipione Rebiba
- Cardinale Giulio Antonio Santori
- Cardinale Girolamo Bernerio, O.P.
- Arcivescovo Galeazzo Sanvitale
- Cardinale Ludovico Ludovisi
- Cardinale Luigi Caetani
- Cardinale Ulderico Carpegna
- Cardinale Paluzzo Paluzzi Altieri degli Albertoni
- Cardinale Flavio Chigi
- Papa Clemente XII
- Cardinale Giovanni Antonio Guadagni, O.C.D.
- Cardinale Cristoforo Bartolomeo Antonio Migazzi
- Cardinale József Batthyány
- Arcivescovo Ferenc Fuchs
- Arcivescovo István Fischer de Nagy
- Vescovo József Vurum
- Vescovo František Lajčák, O.F.M.Cap.
- Cardinale Ján Krstiteľ Scitovský
- Cardinale János Simor
- Cardinale Károly Hornig
- Cardinale János Csernoch

La successione apostolica è:
- Arcivescovo Gyula Glattfelder (1911)
- Vescovo Gyözö Horváth (1912)
- Vescovo Nándor Rott (1917)
- Vescovo István Uzdóczy-Zadravecz, O.F.M. (1920)